# Jean Boucher (homme politique)
Pour les articles homonymes, voir Jean Boucher et Boucher.
Jean Boucher, né le 9 mai 1962 à Trois-Rivières, est un avocat et homme politique québécois, né le 9 mai 1962 à Trois-Rivières. 
Il est député à l'Assemblée nationale du Québec de la circonscription électorale d'Ungava de 2014 à 2018 sous la bannière du Parti libéral du Québec.

## Biographie
Né le 9 mai 1962 à Trois-Rivières, Jean Boucher détient un baccalauréat en biologie médicale de Université du Québec à Trois-Rivières (UQTR) et un baccalauréat en droit de l'Université de Sherbrooke. Il est admis au Barreau du Québec en 1996. De 2000 à 2007, il est avocat pour une organisation à but non lucratif offrant des logements sociaux aux autochtones vivant hors des réserves, située à Dolbeau-Mistassini. Il est ensuite directeur à l'Administration régionale Kativik, puis directeur des services à la clientèle de l'Office municipal d'habitation Kativik. Il habite Kuujjuaq depuis 2007.
Il est élu député à l'Assemblée nationale du Québec lors des élections générales québécoises de 2014. Il représente la circonscription électorale d'Ungava en tant que membre du Parti libéral du Québec. Il est d'abord nommé adjoint parlementaire du ministre responsable des Affaires autochtones le 23 avril 2014, puis adjoint parlementaire du ministre des Forêts, de la Faune et des Parcs. Il est défait en 2018.

## Résultats électoraux
|                                                                                               | Nom                    | Parti            | Nombre de voix | %      | Maj. |
| --------------------------------------------------------------------------------------------- | ---------------------- | ---------------- | -------------- | ------ | ---- |
|                                                                                               | Denis Lamothe          | Coalition avenir | 2 270          | 26,5 % | 46   |
|                                                                                               | Jonathan Mattson       | Parti québécois  | 2 224          | 26 %   | -    |
|                                                                                               | Jean Boucher (sortant) | Libéral          | 2 134          | 24,9 % | -    |
|                                                                                               | Alisha Tukkiapik       | Québec solidaire | 1 416          | 16,5 % | -    |
|                                                                                               | Alexandre Croteau      | Conservateur     | 192            | 2,2 %  | -    |
|                                                                                               | Cristina Roos          | Vert             | 183            | 2,1 %  | -    |
|                                                                                               | Louis R. Couture       | NPD Québec       | 145            | 1,7 %  | -    |
| Total                                                                                         | Total                  | Total            | 8 564          | 100 %  |      |
| Le taux de participation lors de l'élection était de 30,9 % et 182 bulletins ont été rejetés. |                        |                  |                |        |      |

|                                                                                               | Nom                    | Parti            | Nombre de voix | %      | Maj.  |
| --------------------------------------------------------------------------------------------- | ---------------------- | ---------------- | -------------- | ------ | ----- |
|                                                                                               | Jean Boucher           | Libéral          | 4 615          | 42,3 % | 1 016 |
|                                                                                               | Luc Ferland (sortant)  | Parti québécois  | 3 599          | 33 %   | -     |
|                                                                                               | Michael Donald Cameron | Coalition avenir | 1 800          | 16,5 % | -     |
|                                                                                               | André Richer           | Québec solidaire | 512            | 4,7 %  | -     |
|                                                                                               | Zoé Allen-Mercier      | Option nationale | 235            | 2,2 %  | -     |
|                                                                                               | Matthew Guillemette    | Parti nul        | 140            | 1,3 %  | -     |
| Total                                                                                         | Total                  | Total            | 10 901         | 100 %  |       |
| Le taux de participation lors de l'élection était de 41,5 % et 207 bulletins ont été rejetés. |                        |                  |                |        |       |